# Forêt de Bois-d'Arcy
La forêt de Bois-d'Arcy  est une forêt domaniale française située sur les communes des Clayes-sous-Bois et de Bois-d'Arcy dans le département des Yvelines et la région Île-de-France.

## Géographie

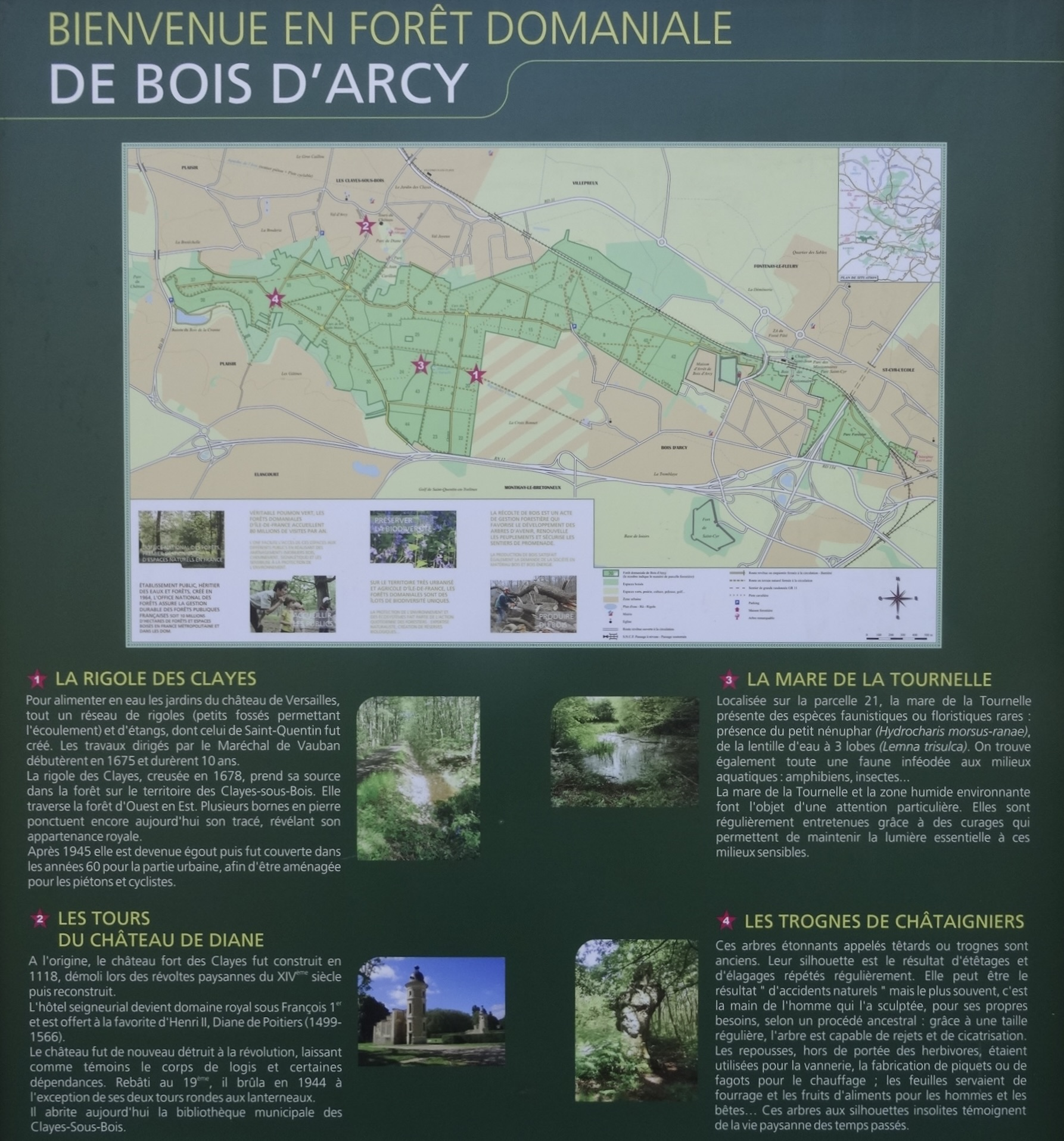
Plan sur un panneau à l'attention des promeneurs.

Marquant la limite sud de la plaine de Versailles, qu'elle domine, la forêt de Bois-d’Arcy est située sur le rebord du plateau de Trappes.
Elle possède plusieurs reliefs, allant d'étendues planes méridionales aux pentes situées dans sa partie nord. Son altitude moyenne est de 140 mètres, variant de 120 à 177 mètres.
Elle est composée de châtaigniers à 60 %, de chênes  à 30 % (essentiellement des chênes sessiles) et d'autres essences à 10 % ; un certain nombre d'arbres de la forêt sont anciens. Des frênes se trouvent en bas de pentes, tandis que des résineux ont été plantés à l'époque contemporaine : dans la parcelle 26 se trouvent ainsi des douglas et des épicéas, et des pins laricios de Corse dans les zones 38-39.
Une trentaine de chevreuils vivent dans la forêt, ainsi que beaucoup de petits mammifères (belette, blaireau, écureuil, lapin et renard). À certaines périodes y passent aussi des sangliers.
Située sur la parcelle 21, la mare de la Tournelle accueille une faune aquatique particulière (nénuphars et lentilles d'eau). Elle est régulièrement entretenue, de même que son pourtour.
La limite nord du bois est directement accessible depuis le parc de Diane des Clayes-sous-Bois.

## Histoire
À l’origine appelée « bois Brûlé », la forêt de Bois-d'Arcy est issue du domaine royal de Versailles et devient domaniale en 1872. À l'époque, elle couvre 372 hectares. En 1874-1876, l'armée prend possession de 60 hectares de la forêt, réquisitionnés pour le fort de Saint-Cyr ; la moitié de ce territoire annexé revient dans le domaine forestier en 1905. Avec la récupération du bois des Clayes, la forêt s'agrandit en 1922, pour couvrir de nos jours 450 hectares, s’étirant sur 8 km d’ouest en est. Elle est divisée en 41 parcelles, traversées de 40 km de sentiers et 12 km de pistes cavalières dotées de balises. Le sentier de grande randonnée 11 (GR 11) la traverse d'est en ouest. La voiture y est totalement interdite.
Dans la forêt, la prédominance des châtaigniers est due à l'acidité du sol. Certains sont très vieux, et remontent à l'époque du roi Louis XIV (1638-1715). Ils ont manifestement été greffés, plantés quand le petit âge glaciaire compromettait les récoltes de blé (étés pluvieux et frais), la châtaigne pouvant alors aider à enrayer la famine.

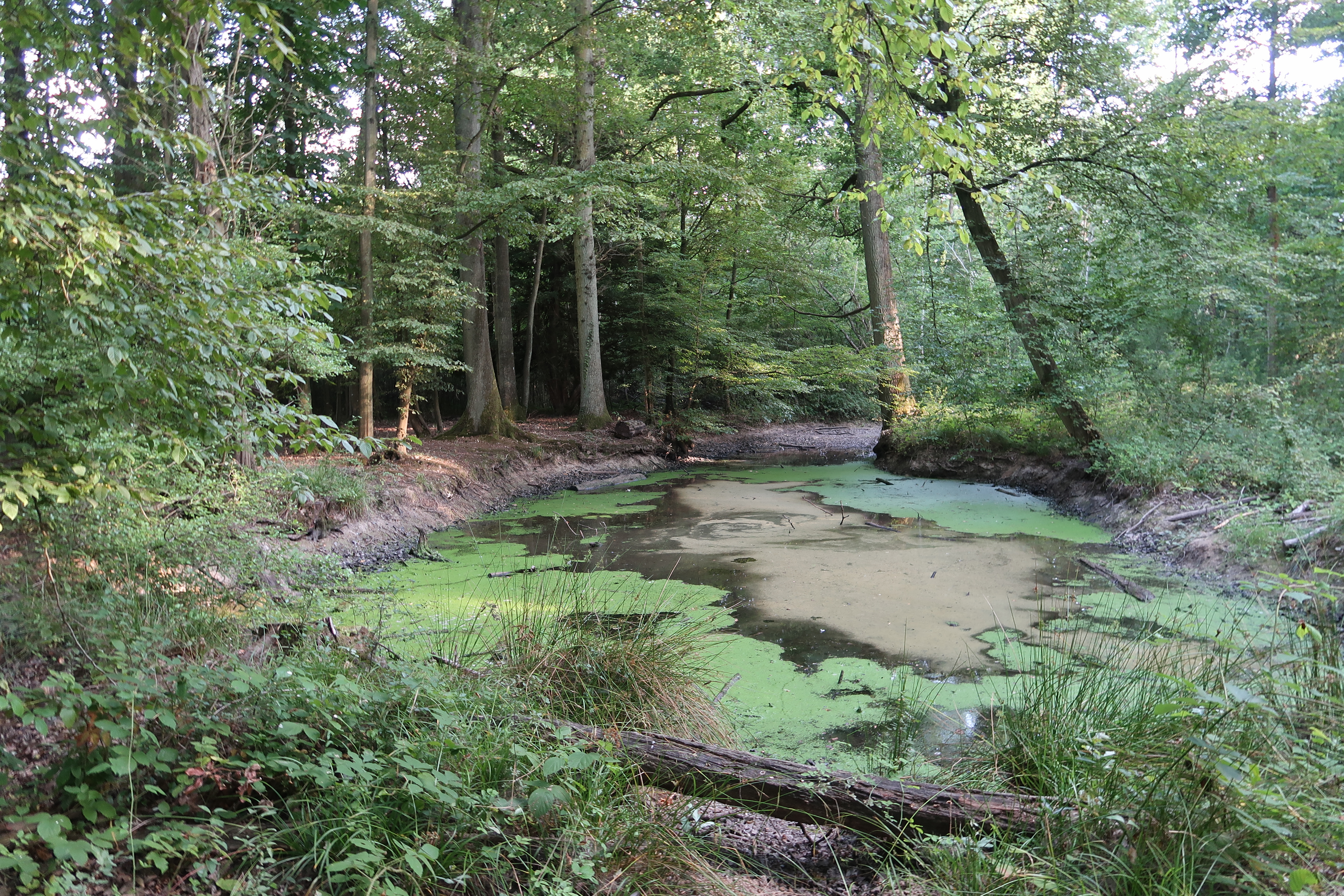
Mare de la Tournelle.

La forêt est traversée d'est en ouest par une rigole, dite rigole des Clayes, qui faisait partie d'un réseau local de petits fossés permettant l'écoulement d'eau jusqu'au château de Versailles, pour les besoins de ses jardins. Menés par Vauban, les travaux dans la région durent de 1675 à 1685, la rigole des Clayes ayant été pour sa part aménagée en 1678. Son point de départ est situé dans la forêt ; elle draine ensuite les eaux du plateau jusqu'à la commune de Bois-d'Arcy, qu'elle traverse, jusqu'à un étang, asséché en 1807. Des bornes en calcaire (50 cm par 30) longent le chemin emprunté par la rigole. Elles dateraient de la Restauration. Elles possèdent une face gravée, figurant une couronne ou une fleur de lys ; certaines existent encore. Transformée en égout après la Seconde Guerre mondiale, la rigole est couverte dans les années 1960 dans les zones urbanisées de Bois-d'Arcy mais subsiste dans la forêt,.

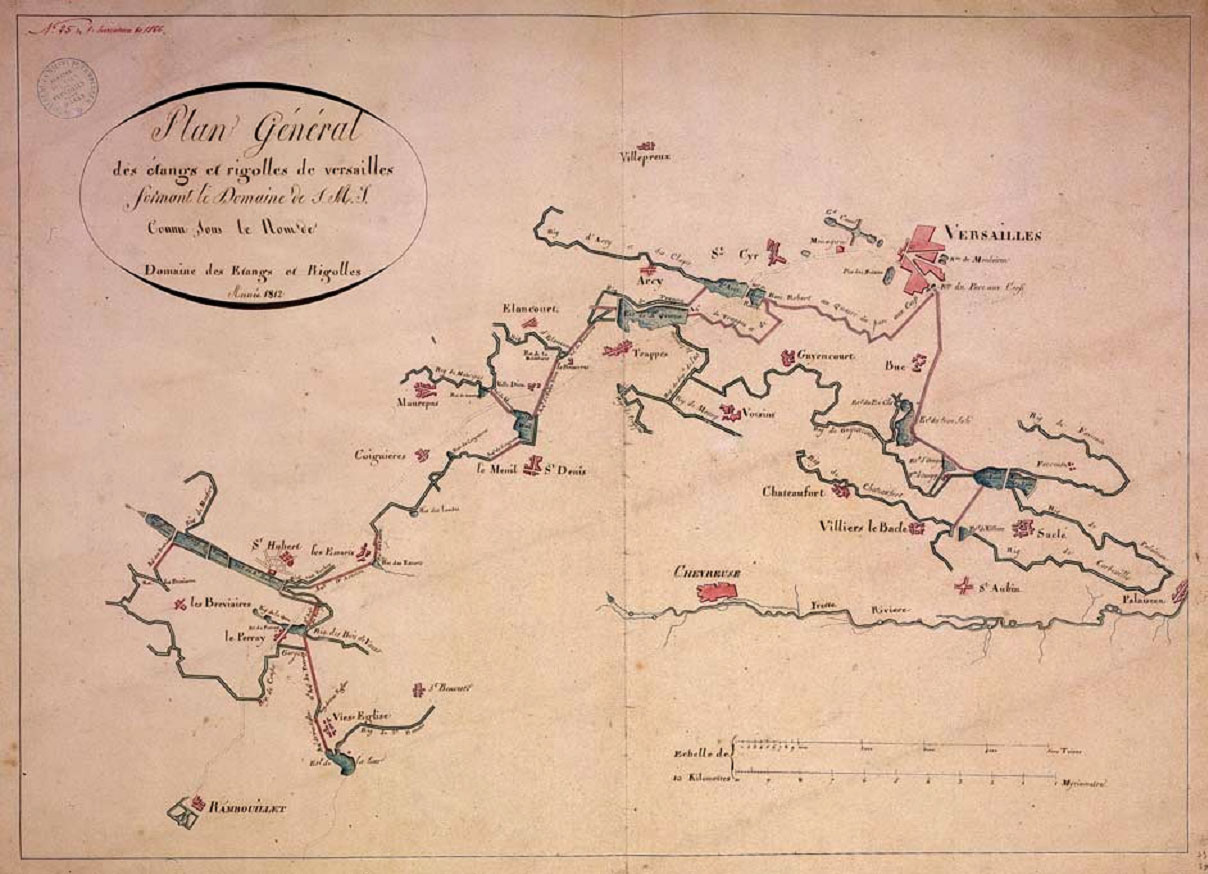
Plan général des étangs et rigoles de Versailles datant de 1812. La rigole des Clayes apparaît en haut, au milieu.
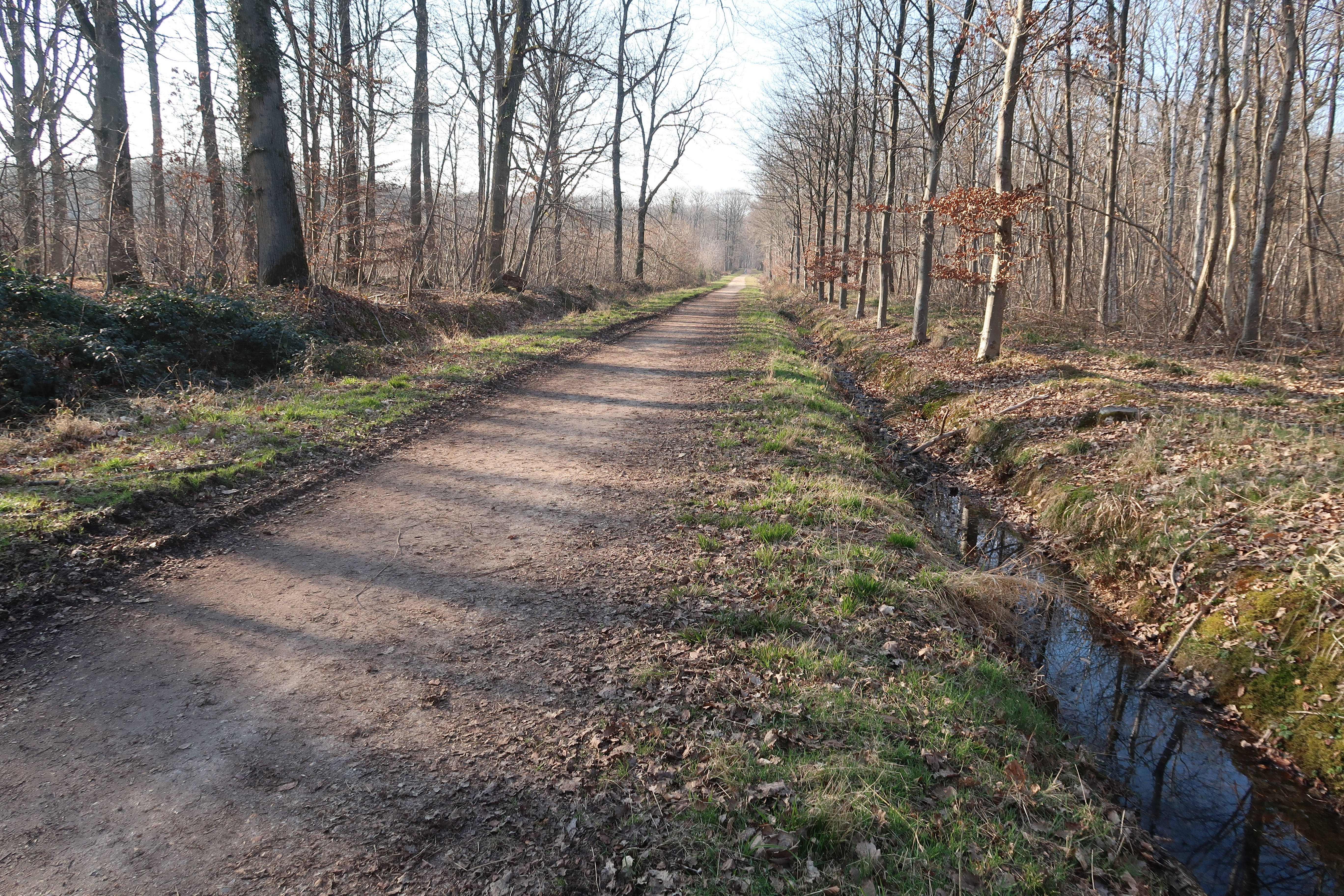
Allée et rigole sur la droite.

Au sud-ouest de la forêt (entre les zones 32 et 33) se trouvent des trognes de châtaigniers, des arbres dont la forme caractéristique résulte d'un mode d'exploitation ancestral spécifique, consistant en des tailles périodiques, afin de fournir du bois pour des activités humaines.
En janvier 2021, la communauté d'agglomération Versailles Grand Parc et l'Office national des forêts signent une convention de trois ans « pour favoriser l'accueil dans les forêts du territoire tout en réduisant les déchets sauvages ». La forêt de Bois-d'Arcy est concernée par l'accord.

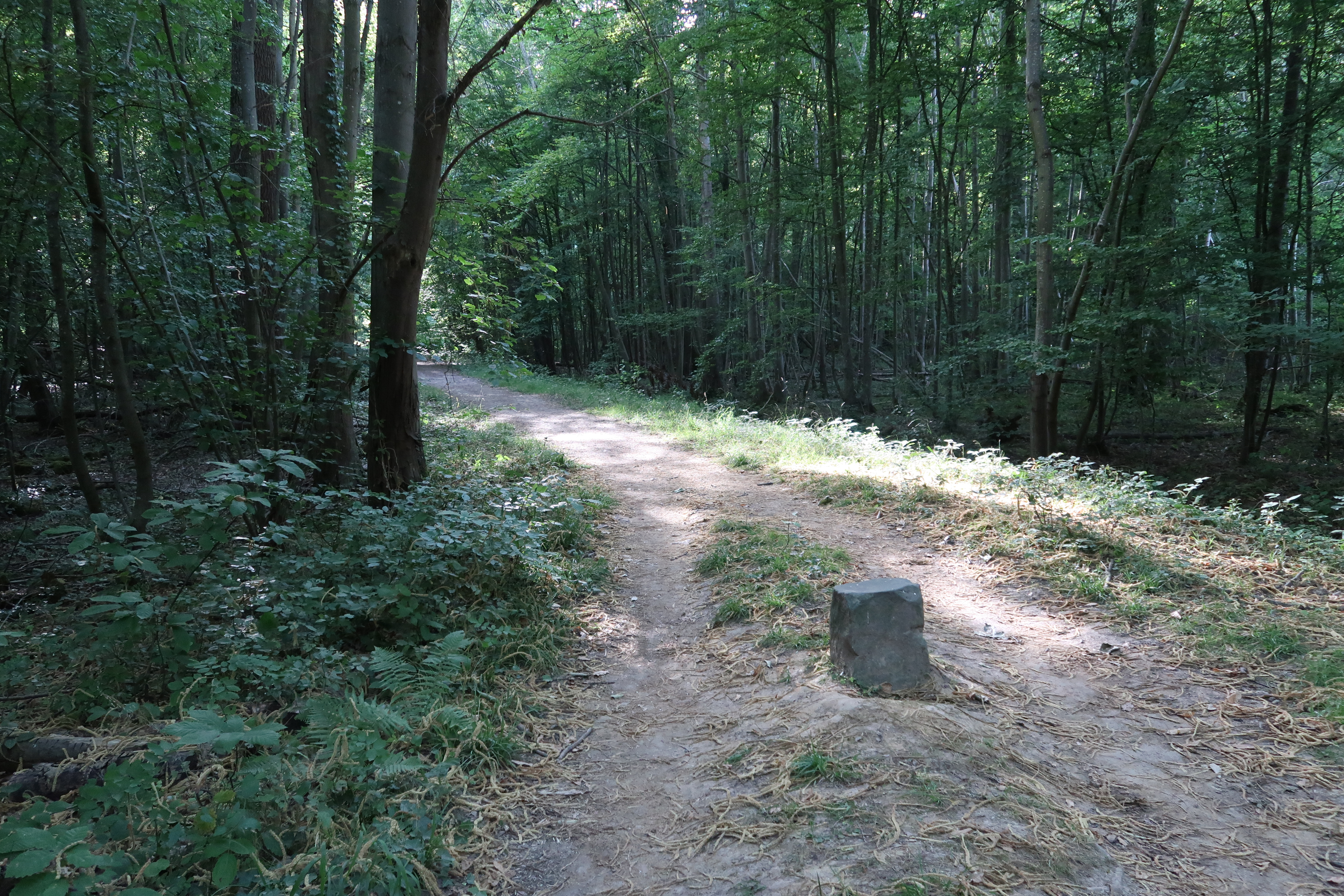
Borne fleurdelysée au milieu d'un sentier (au niveau de la parcelle 19 ; la rigole passe à droite).
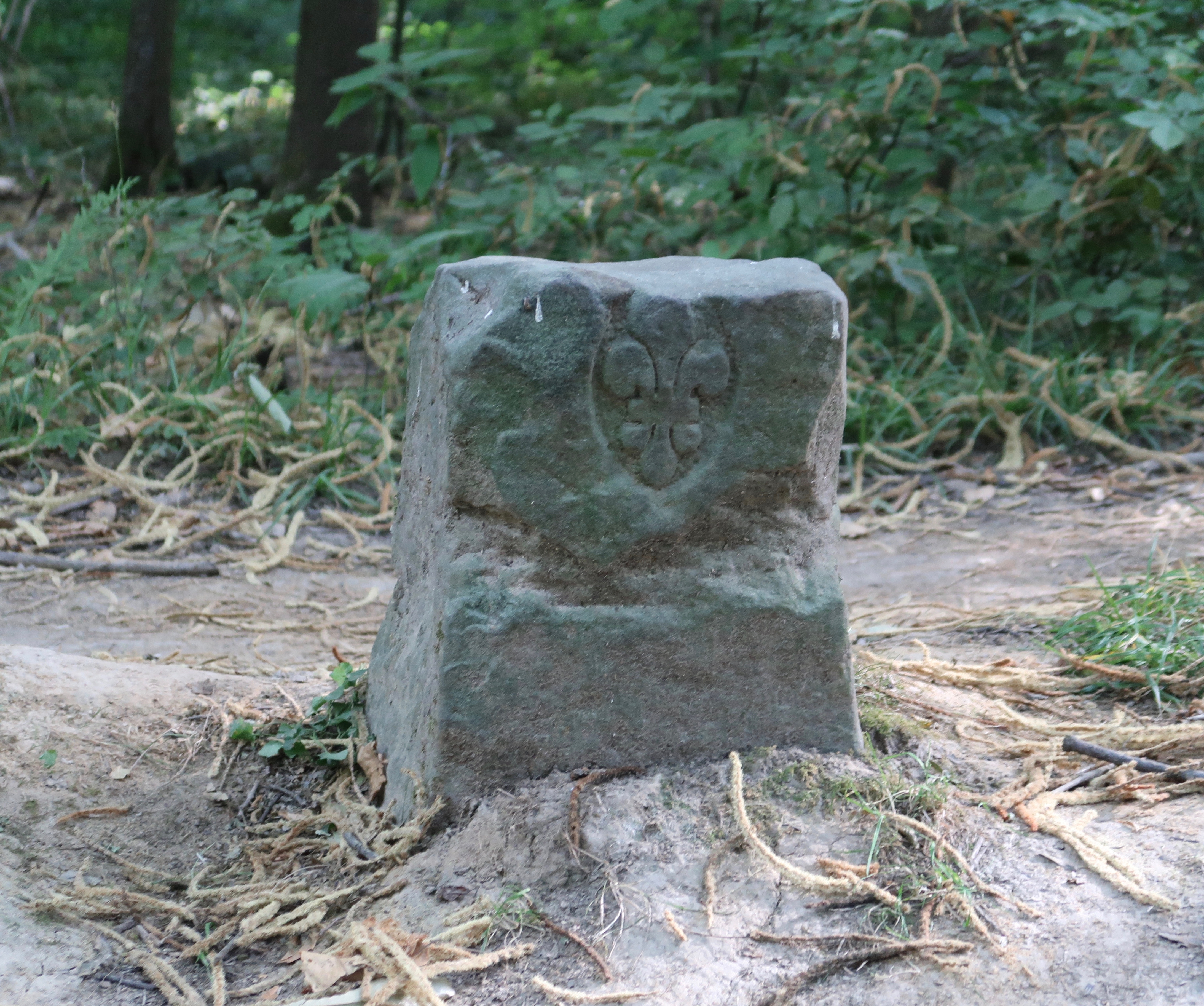
Détail de la borne.
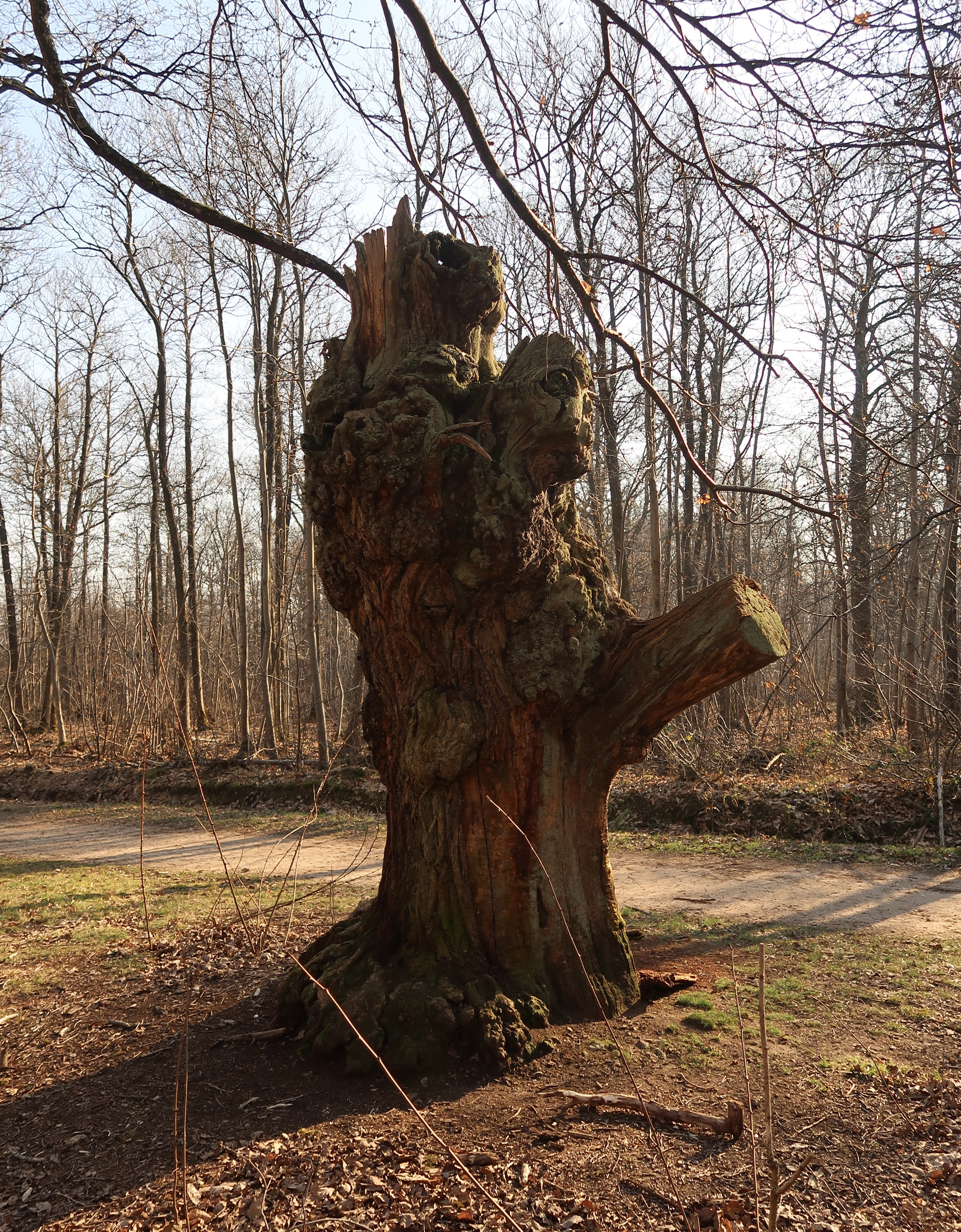
Une trogne.

## Galerie générale

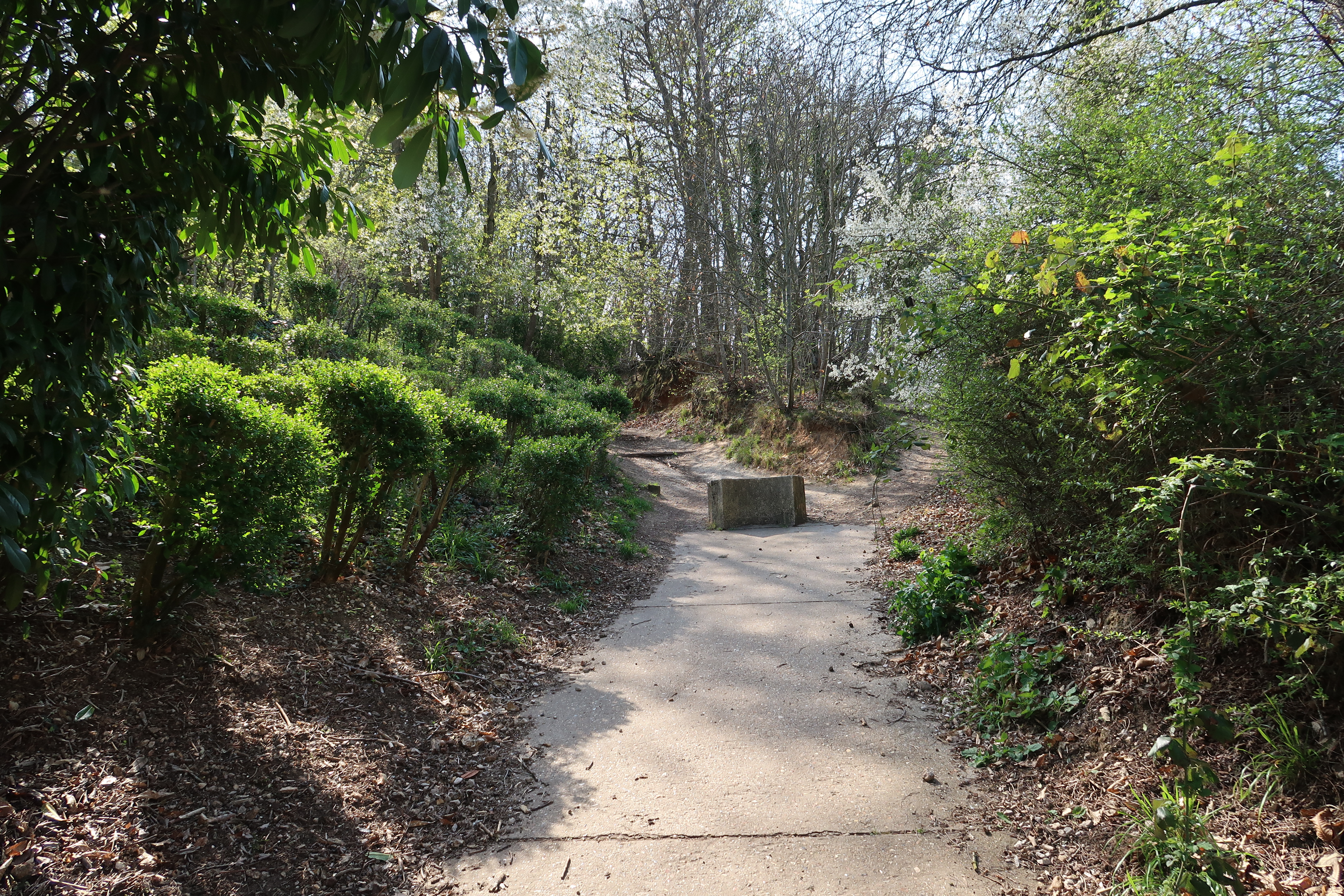
Entrée par Les Clayes-sous-Bois.
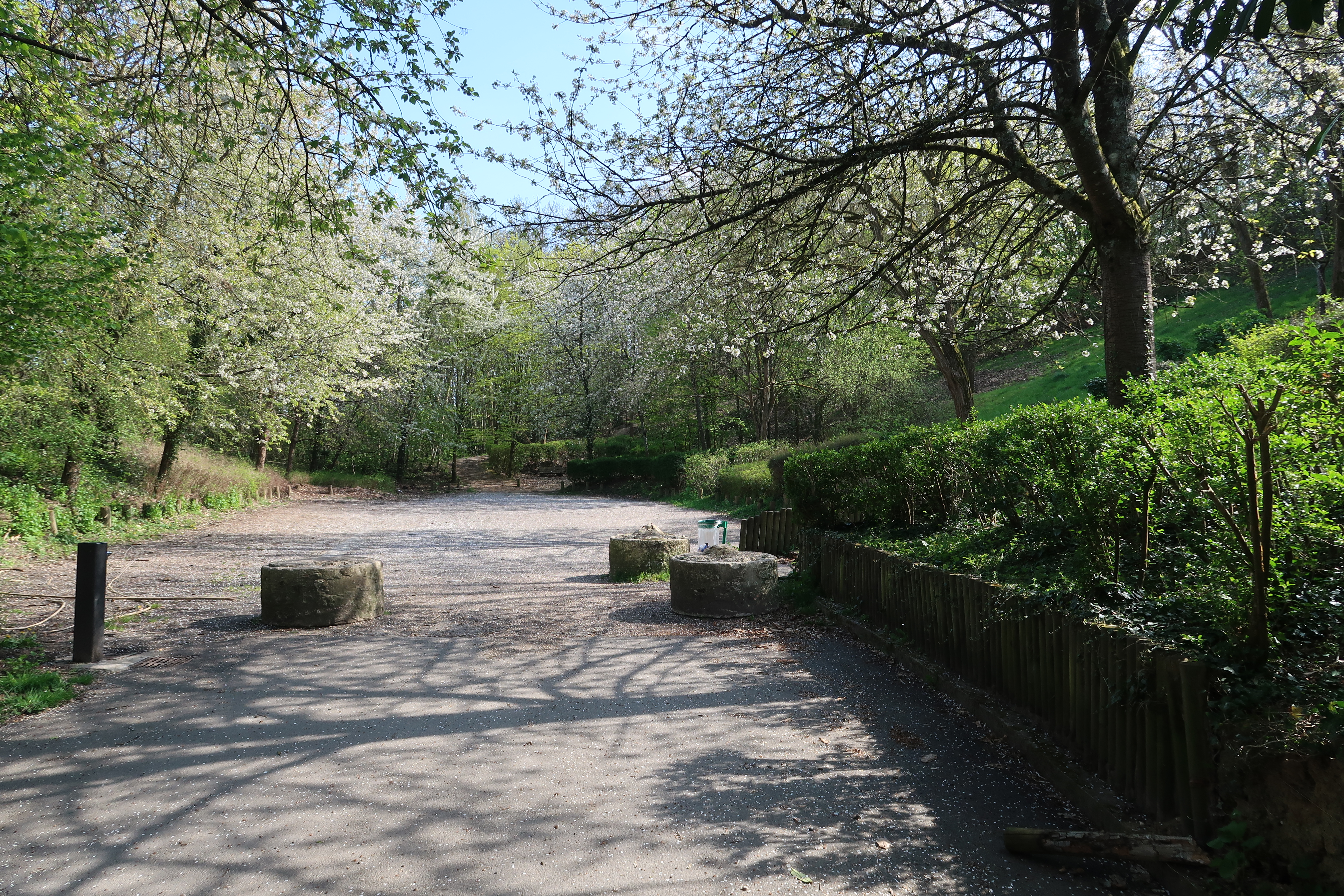
Parking.
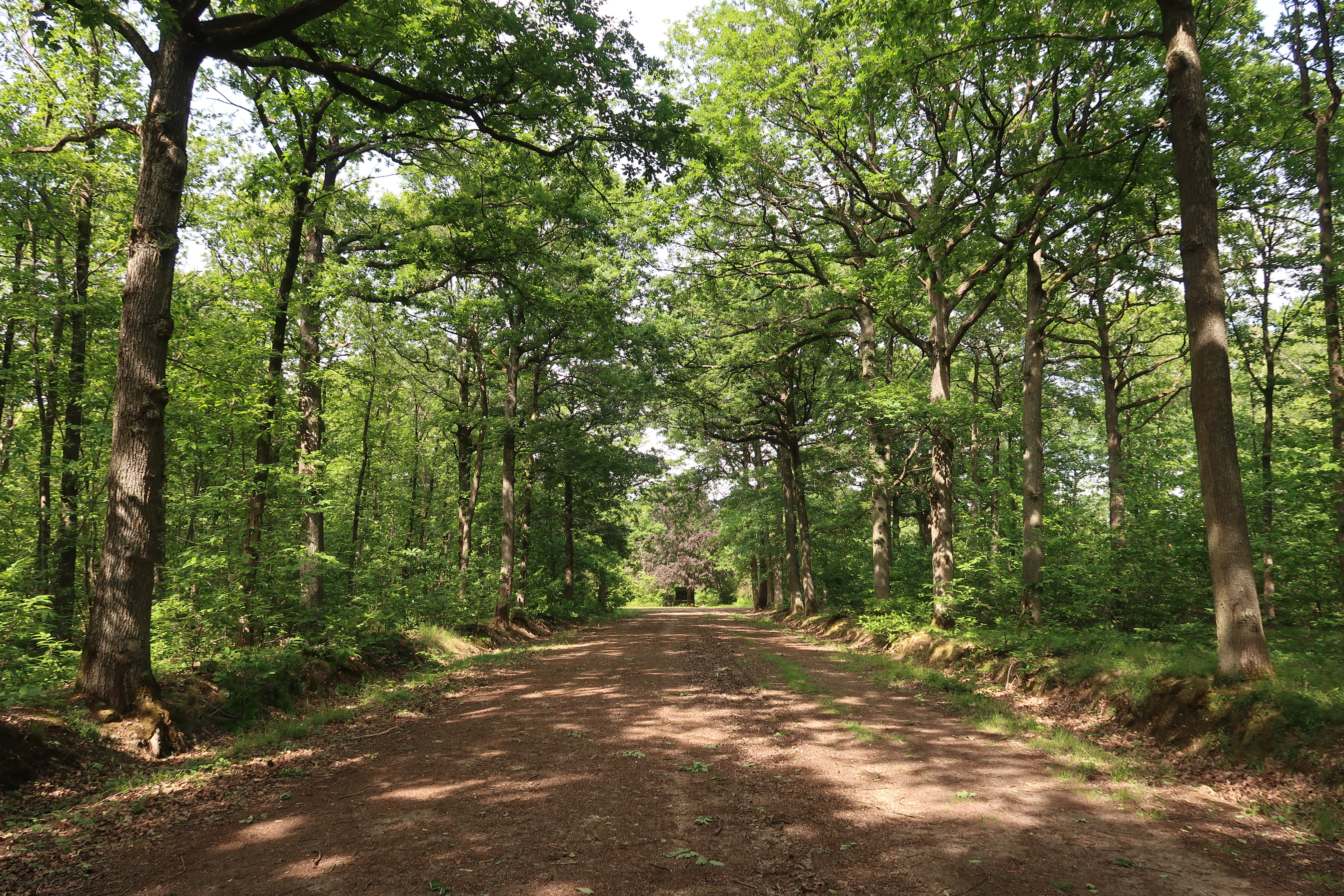
Allée.
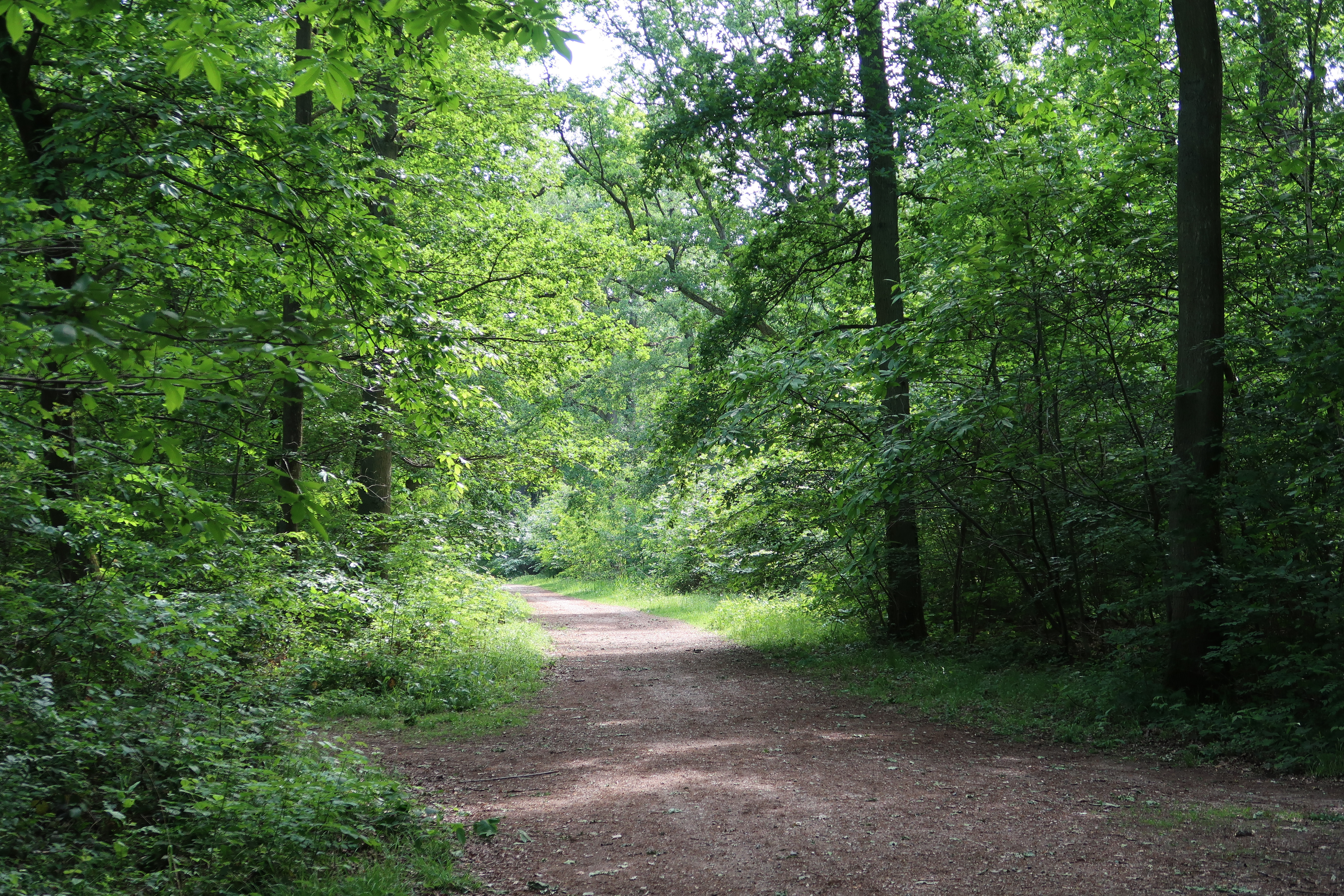
Sentier.

## Annexe